# Guapiaçu
Guapiaçu là một đô thị ở bang São Paulo của Brasil. Đô thị này nằm ở vĩ độ 20º47'42" độ vĩ nam và kinh độ 49º13'13" độ vĩ tây, trên khu vực có độ cao 505 m. Dân số năm 2004 ước tính là 15.844 người.

## Thông tin nhân khẩu
Dữ liệu dân số theo điều tra dân số năm 2000
Tổng dân số: 14.086
- Dân số thành thị: 11.882
- Dân số nông thôn: 2.204
- Nam giới: 7.165
- Nữ giới: 6.921

Mật độ dân số (người/km²): 43,33
Tỷ lệ tử vong trẻ sơ sinh dưới 1 tuổi (trên một triệu người): 8,28
Tuổi thọ bình quân (tuổi): 75,91
Tỷ lệ sinh (số trẻ trên mỗi bà mẹ): 2,11
Tỷ lệ biết đọc biết viết: 90,26%
Chỉ số phát triển con người (HDI-M): 0,817
- Chỉ số phát triển con người - Thu nhập: 0,741
- Chỉ số phát triển con người - Tuổi thọ: 0,849
- Chỉ số phát triển con người - Giáo dục: 0,860

(Nguồn: IPEADATA)

## Các xa lộ
- SP-425
- BR-265